# Incidences - la Lettre de l'environnement
 (octobre 2012).
Incidences - la Lettre de l'environnement est une lettre belge d'information spécialisée, consacrée aux aspects économiques, politiques et stratégiques des marchés de l'environnement en Belgique et ailleurs.

## Caractéristiques
Créée en janvier 1993 par deux anciens journalistes du magazine Le Vif/L'Express, elle s'adresse en priorité aux entreprises actives dans le domaine des déchets, de l'eau, de l'assainissement des sols, etc., à leurs clients, aux décideurs politiques et administratifs du secteur de l'environnement et aux responsables des groupes de pression (environnementalistes, fédération d'entreprises...).
Grâce à des schémas détaillés des entreprises, par exemple, elle identifie les acteurs des marchés des déchets, de l'eau, du traitement des sols, etc. Incidences publie également des analyses et des synthèses, des échos exclusifs, des documents, ainsi qu'une veille des Annexes commerciales du Moniteur belge.
Incidences ne se revendique d'aucun pouvoir politique, d'aucun organisme ou lobby. Attachée au contraire à son indépendance, elle réagit vigoureusement quand cette dernière est mise en cause. Elle est éditée par la sprl Kaydara, une société créée exclusivement par les deux journalistes professionnels agréés fondateurs de la revue, avec un objet social centré exclusivement sur l'information. Comme tous les journalistes belges agréés, ceux d'Incidences sont soumis au respect des principes régissant la déontologie de la profession, tels qu'ils sont exposés sur le site de l'Association des journalistes professionnels.
De plus, tout lecteur d'Incidences peut constater que la lettre ne contient aucune publicité (pas de régie publicitaire).

## Archives
Au fil des années, depuis 1993, Incidences a accumulé des milliers d'informations. Cette base de données est rassemblée dans un CD-ROM mis à jour tous les deux ans qui met à portée de souris un ensemble documentaire correspondant à l'ambition de la revue d'être avant tout un outil de travail.

## Abonnement
Incidences appartient à la catégorie des "lettres d'informations confidentielles": le prix de son abonnement est élevé, sa diffusion est limitée, ses lecteurs sont des décideurs qui estiment y trouver des informations qu'ils ne peuvent obtenir ailleurs. Bien que discrète par nature (comme toutes les lettres d'informations confidentielles), Incidences est régulièrement citée dans les médias généralistes belges ou dans des questions parlementaires.
La lettre est diffusée exclusivement par abonnement, à un rythme variable en fonction de l'actualité et de l'importance des dossiers (au minimum une fois par mois).
Le CD-ROM est offert aux abonnés et n'est pas vendu à part.
Chaque numéro comporte huit pages d'informations denses, un ou plusieurs suppléments ainsi qu'une revue de presse.